# Raul de Barros
Raul Machado de Barros, mais conhecido como Raul de Barros (Rio de Janeiro, 25 de novembro de 1915 — Itaboraí, 8 de junho de 2009) foi um compositor, maestro, instrumentista e trombonista brasileiro.

## Carreira
É o autor do famoso choro Na Glória, e um dos grandes trombonistas brasileiros.
Foi um dos músicos em destaque no LP gravado em 1964 por Sérgio Mendes, denominado Sérgio Mendes e Brasil 66.
Morreu aos 93 anos, em consequência de um enfisema pulmonar e de insuficiência renal.

## Composições
- "A felicidade vem depois" (com Zé Kéti)
- "Copacabana” (com Alberto Ribeiro)
- "Gilda"
- "Ginga do candango"
- "Na Glória" (com Ari dos Santos)
- "Melodia celestial"
- "Parabéns para você" (com Tuiu)
- "Pau no burro" (com A. Guedes)
- "Pororó...pororó"
- "Prá moçada se acabar"
- "Rock em samba"
- "Tema de gafieira flor de Liz"
- "Voltarás" (com Murilo Latini)